# Spett Ernő
Spett Ernő (Mezőtúr, 1878. június 22. – Ausztria, 1948) magyar ügyvéd, Mezőtúr és Szolnok polgármestere, országgyűlési képviselő (1939–1944).

## Élete
Spett Dezső és Somogyi Mária római katolikus szülők gyermekeként született. Középiskolái elvégzése után a budapesti tudományegyetemen jogi tanulmányokat folytatott, majd jogi és államtudományi doktorátust, később pedig ügyvédi oklevelet szerzett. Mindössze 27 éves volt, amikor – 1905-ben – szülővárosában polgármesterré választották, e tisztséget akkor 1910-ig töltötte be; abban az évben a Mezőtúri Takarékpénztár igazgatójává nevezték ki. 1905. február 16-án Budapesten feleségül vette Aigner Magdolnát.
1914-ben, az első világháború kitörésekor bevonult katonának, s mint huszár százados, a budapesti népfelkelő osztálynál teljesített szolgálatot. Harcolt a szerb és albán hadszíntereken is, s bátor magatartásával elnyerte a Signum Laudis kitüntetést.
1918 decemberében Szolnok város polgármesterévé választották meg – tisztségét 1921 májusáig viselte –, majd 1921 novemberében immár másodjára választotta meg a települése első emberének Mezőtúr lakossága. Tizennyolc éven át töltötte be Mezőtúr vezető tisztviselői állását, általános megbecsüléstől övezve, nevéhez sok városfejlesztési, testnevelési és szervezési intézkedés, illetve eredmény fűződik. Tevékenyen vett részt a városi közélet mellett Jász-Nagykun-Szolnok vármegye társadalmi életében.
Az országos politikába 1939 elején kapcsolódott be, amikor báró Urbán Gáspár a vármegyei főispánná való kinevezése miatt visszaadta a mezőtúri választókerületben szerzett parlamenti mandátumát, és az emiatt kiírt időközi választást ő nyerte meg, a Magyar Egység Pártja (MEP) programjával. Elindult az az évi általános választáson is, ahol nagy többséggel erősítette meg mandátumát, szintén a MEP színeiben. 